# Kidtonik
Kidtonik (также стилизуется как KidToniK) — французская музыкальная группа, состоявшая из шести детей. Была создана в 2008 году французским детским телеканалом Canal J.

## История
Название группы — производное от названия танцевального стиля «тектоник».
Участники будущей группы (Морган, Алексис, Джоанна, Ойхана, Сара и Робин) выбирались зрителями французского детского телеканала Canal J во время телесезона 2008 года. Затем группа подписала контракт с лейблом звукозаписи Heben Music. В июле 2008 года группа выпустила сингл «Aller plus loin», который попал на очень высокое место во французских музыкальных чартах и продолжал хорошо продаваться всё лето.
В октябре группа опять попала в первую десятку во Франции с синглом «Left & Right» (6 место), затем у неё вышел первый альбом Aller plus loin, а потом ещё один сингл с этого альбома «Jusqu'au bout» (попал в хит-парад в декабре, к январю добрался до первой десятки и провёл там три недели).

## Участники
- Морган (Morgane)
- Алексис (Alexis)
- Джоанна (Joanna)
- Ойана (Oihana)
- Сара (Sarah)
- Робин (Robin)

## Дискография

### Альбомы
| Год  | Название        | Чарты | Чарты |
| Год  | Название        | FR    | FR DL |
| ---- | --------------- | ----- | ----- |
| 2008 | Aller plus loin | 50    | 59    |
| 2010 | No Limit        | 128   | 154   |

### Синглы
| Год  | Название            | Чарты | Альбом          |
| Год  | Название            | FR    | Альбом          |
| ---- | ------------------- | ----- | --------------- |
| 2008 | «Aller plus loin»   | 4     | Aller plus loin |
| 2008 | «Left & Right»      | 6     | Aller plus loin |
| 2008 | «Jusqu'au bout»     | 7     | Aller plus loin |
| 2009 | «Le mégamix»        | 11    | —               |
| 2010 | «Traverser la nuit» | 21    | No Limit        |
| 2010 | «Hey»               | 23    | No Limit        |